# Universität Andalas
Die Universität Andalas (Indonesisch: Universitas Andalas, kurz: Unand) ist eine Universität der Republik Indonesien. Die UNAND gehört zu Padang, der Hauptstadt der indonesischen Provinz Westsumatra auf der Archipelinsel Sumatra. Die Universität trägt den Namen Andalas, die frühere Bezeichnung für Sumatra.

## Geschichte
Die Universität wurde 1955 gegründet. Am 13. September 1956 erfolgte ihre Eröffnung durch ihre beiden Gründungsväter Vize-Präsident Mohammad Hatta und dem Minister für Kultur und Bildung. Anfangs gliederte sich die Unand auf in fünf Fakultäten: für Landwirtschaft, Lehramt, Medizin, Mathematik und Naturwissenschaften, sowie, als einzig relativ ortsansässige, die rechtswissenschaftliche Fakultät in Padang selbst. Alle anderen lagen weit voneinander verstreut in verschiedenen Siedlungen. 1961 entstand in der Provinzhauptstadt der Bereich für Wirtschaft. Zwei Jahre darauf, ebenfalls in Padang, die Fakultät für Viehzucht. Die lehramtliche Fakultät wurde im Jahre 1965 unter der Bezeichnung IKIP ausgegliedert und 1997 umbenannt in Universitas Negeri Padang (zu Deutsch: Staatsuniversität Padang).
Die Lehre war früher stark niederländisch beeinflusst, daher auch die niederländischen Titel von Dozenten wie Drs. oder Dra. Neuere Einflüsse in der Lehre sind vorwiegend US-amerikanischer oder australischer Prägung.

## Lage
Der Campus ist in einer ländlichen Gegend auf dem Hügel Bukit Karamuntiang, der 100 m über dem Meeresspiegel liegt. Aufgrund dessen gehört es zu den Zufluchtsorten vor zu erwartenden Überflutungen durch Beben, wie im Dezember 2004 in der Provinz Aceh durch ein Tsunami geschehen. Bei klarem Wetter ist vom höchsten Punkt aus das Meer zu sehen. Die Hochschulanlage liegt im Distrikt Limau Manis und erstreckt sich über eine Fläche von 500 Hektar. Die Entfernung zu Padang beträgt etwa 12 km.
Die Mehrzahl der Fakultäten ist zentral auf dem Campus vertreten. Ausnahmen davon bilden die medizinische Fakultät und die Polytechnik (Fachhochschule) für Landwirtschaft.

## Architektur
Sämtliche Gebäude erinnern an große, graue, eckige beziehungsweise spitzkantige Betonklötze. Spitzkantige Dächer sind der traditionellen Minangkabau-Architektur nachempfunden. Lediglich die Toreinfahrt ähnelt traditioneller Baukunst.

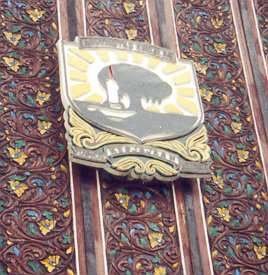
Holzgeschnitzte Wandverkleidung des Tors mit Wappen (brennende Kerze vor einem Baum)

## Fakultäten
Die Fakultäten der Unand sind aufgegliedert in neun Bereiche:
- Landwirtschaft
- Medizin
- Mathematik und Naturwissenschaften
- Rechtswissenschaft
- Wirtschaftswissenschaften
- Viehzucht
- Literaturwissenschaften
- Technik
- Sozial- und Politikwissenschaft

## Abschlüsse
Möglich sind Fachhochschulabschlüsse in Landwirtschaft oder Ingenieurwesen sowie Bachelor-, Master- und Doktorabschlüsse in den vorhandenen Fachbereichen.